# Georg Wilhelm Timm
Pour les articles homonymes, voir Timm.
Georg Wilhelm (Vassili Fiodorovitch) Timm est un peintre et artiste graphique russe. Il est né à Sorgenfrei non loin de Riga (en Livonie, actuelle Lettonie) d'une famille aux racines allemandes, le 21 juin 1820 (correspond au 9 juin du calendrier julien) et mort à Berlin le 19 avril 1895. Il fut membre de l'académie impériale des beaux-arts et éditeur d'un journal d'art russe.  Il a beaucoup peint la vie en Russie à Saint-Pétersbourg, mais aussi à d'autres endroits de l'Empire dont Tiflis.

## Galerie

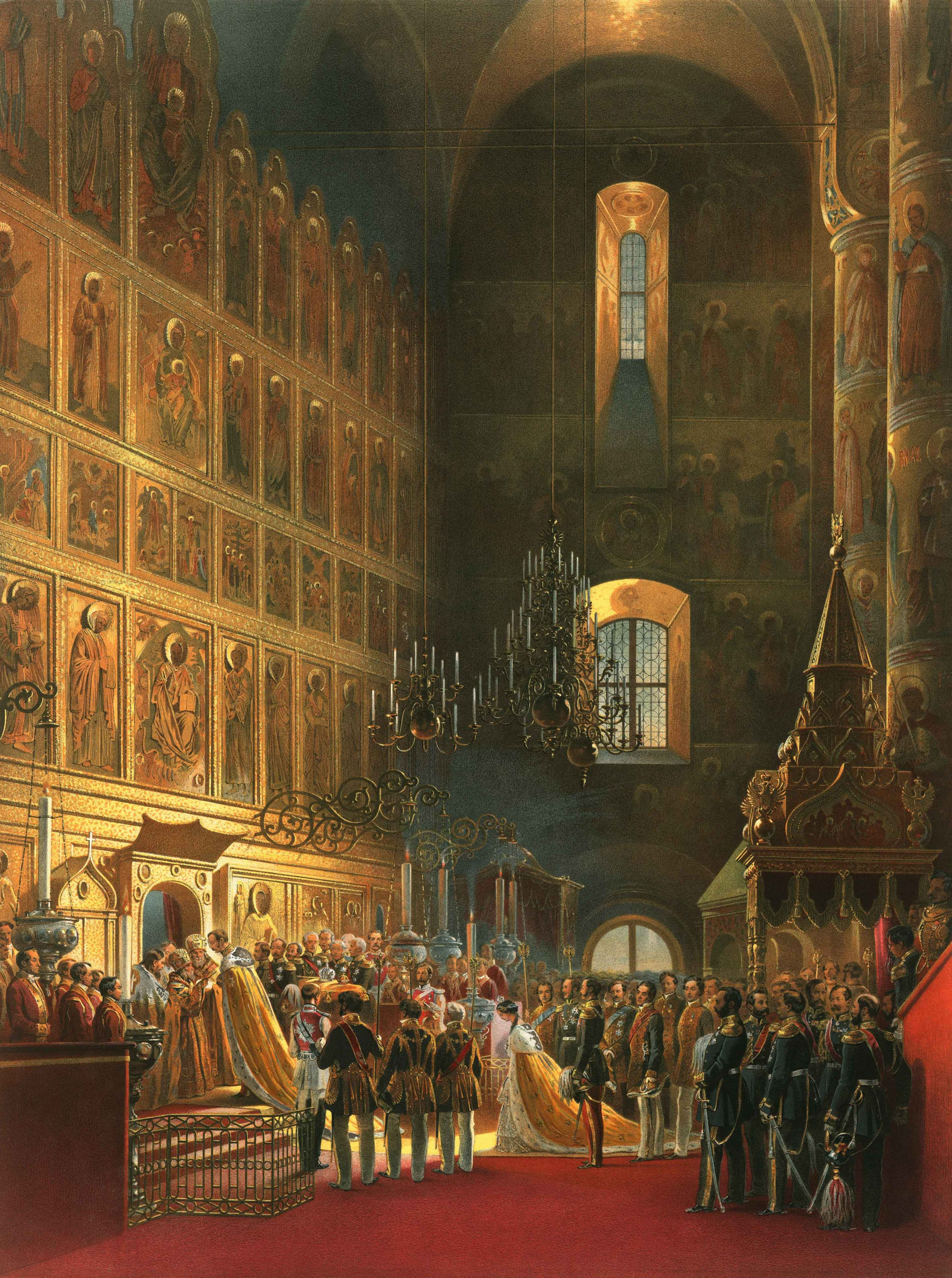
Onction d'Alexandre II, 1856
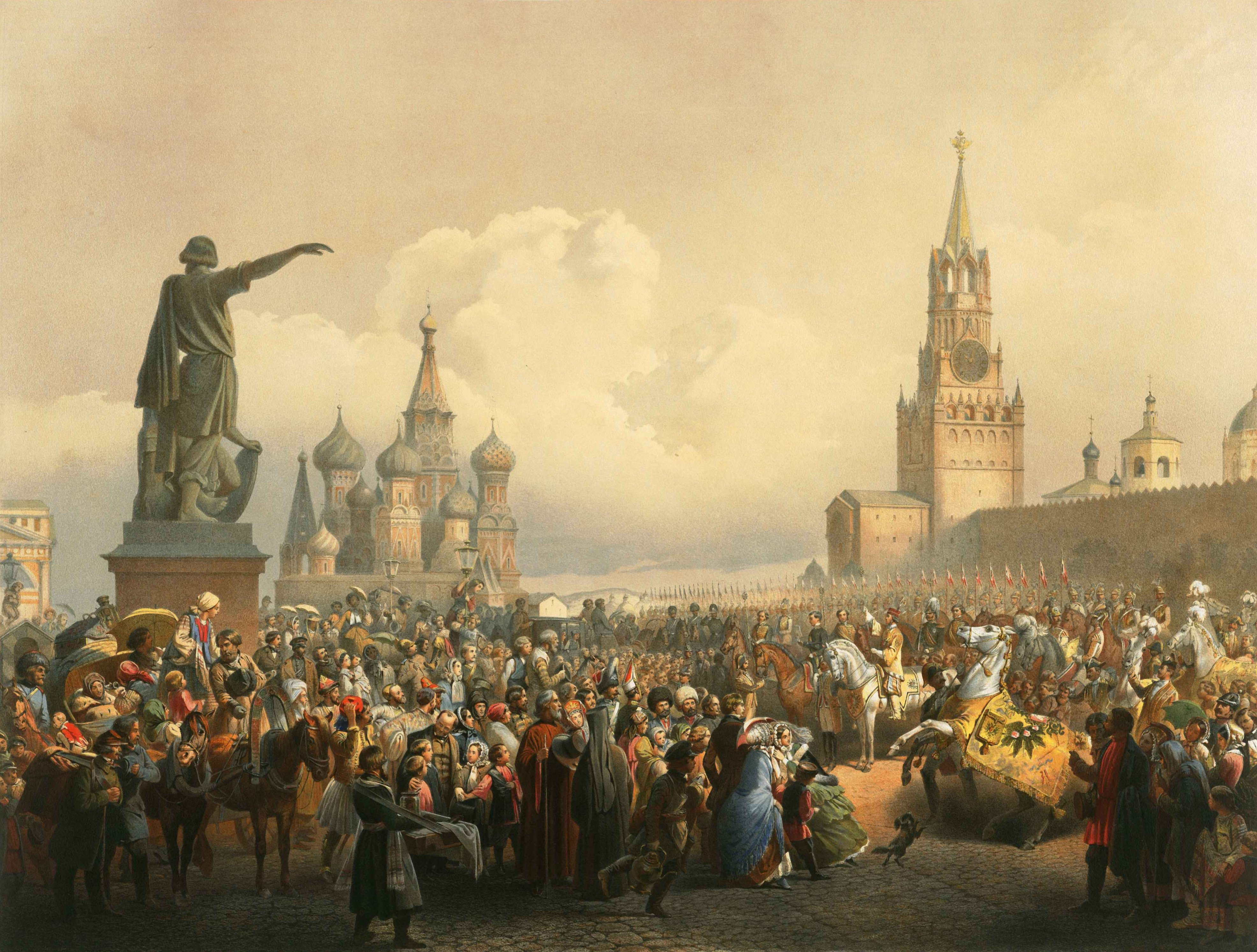
Annonce du couronnement
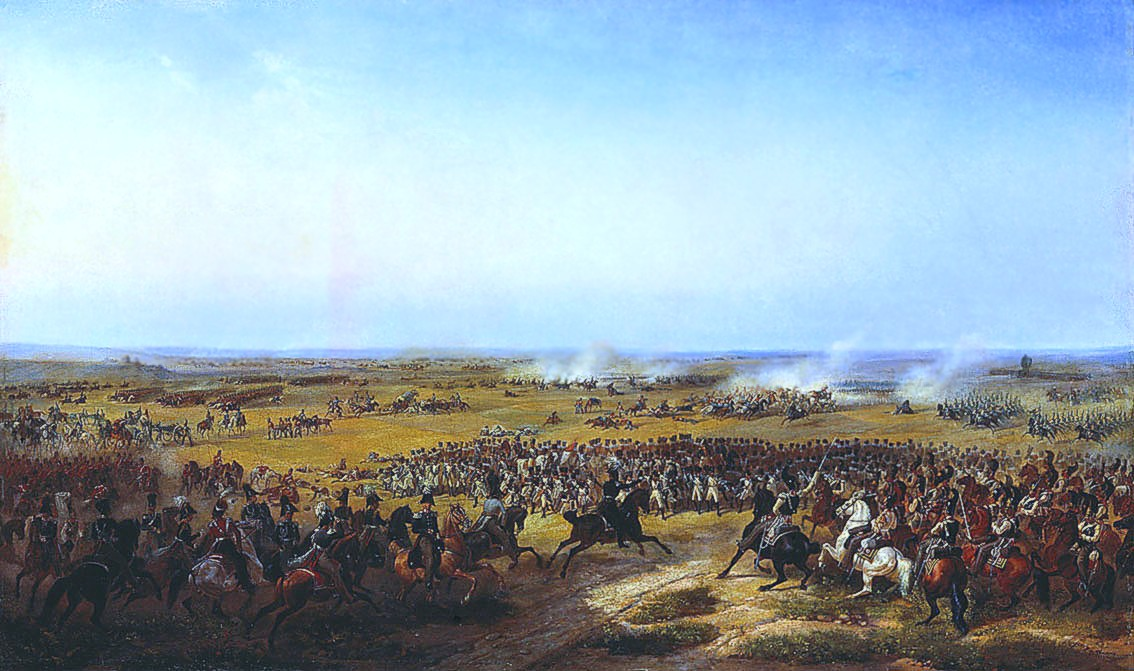
Bataille de Fère-Champenoise (1814), peint en 1836
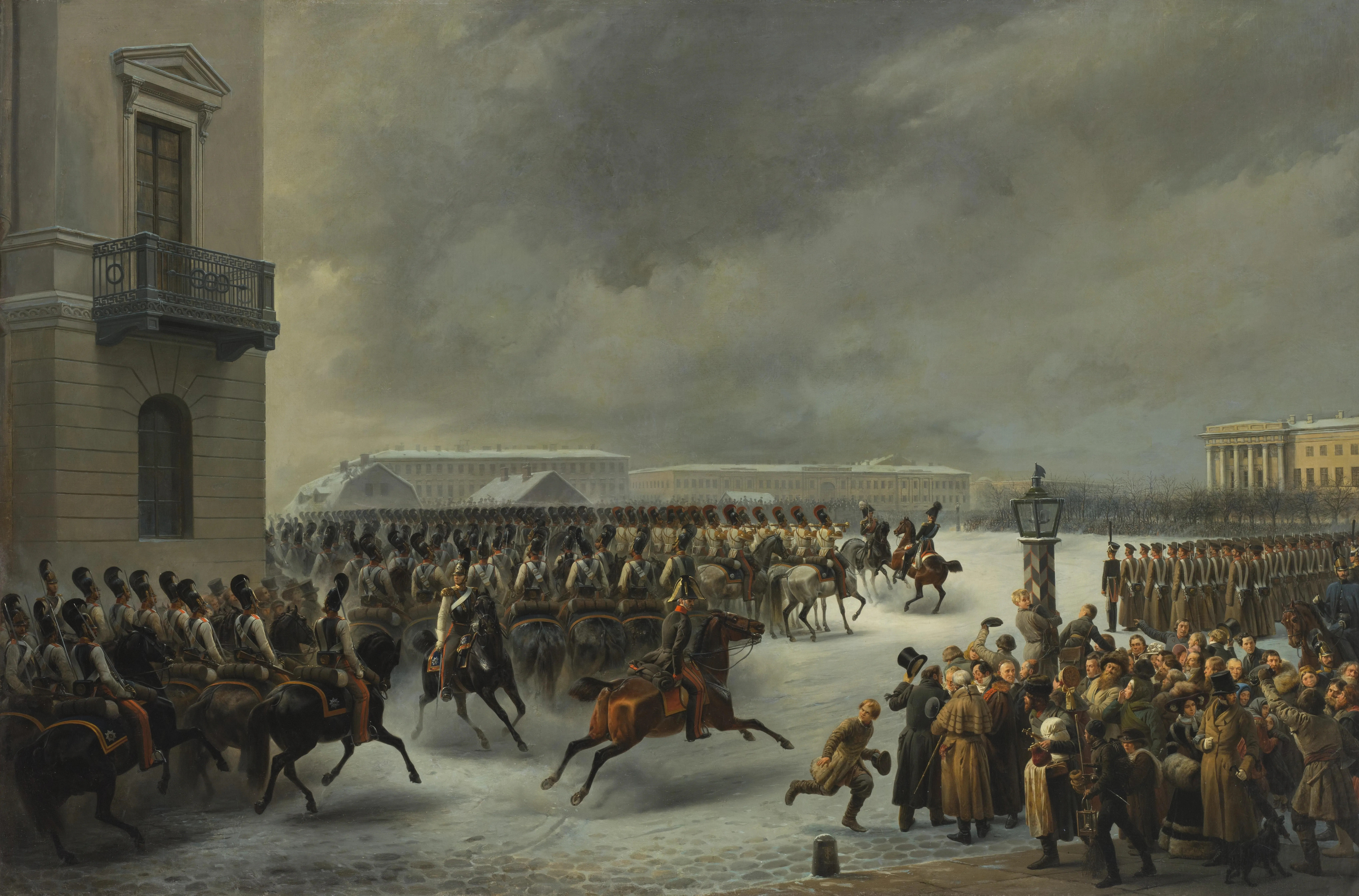
L'insurrection décabriste
Shamil et ses fils à Saint-Petersbourg, 1859